# Joseph Agricol Viala

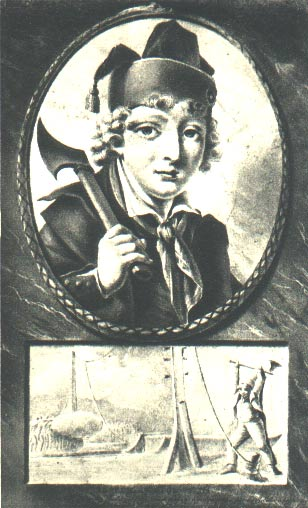
Büstenporträt von Joseph Viala (1780-1793), von Pierre-Michel Alix.

Joseph Agricol Viala (* 22. September 1780 in Avignon; † 6. Juli 1793 in Caumont-sur-Durance) war ein französischer Nationalgardist und eine bekannte Persönlichkeit der Französischen Revolution.

## Leben
Viala lebte in Avignon, als 1793 nach dem Sturz der Girondisten in Paris ein föderalistischer Aufstand ausbrach. Unterstützt von den Briten, verbündeten sich die Royalisten mit den Föderalisten und übernahmen die Kontrolle in Toulon und Marseille. Angesichts dieser Revolte sahen sich die Soldaten der Ersten Französischen Republik gezwungen, sich in Richtung Avignon zurückzuziehen und Nîmes, Aix und Arles zu verlassen, wo provenzalische Aufstände tobten. Die Bewohner von Lambesc und Tarascon schlossen sich den Rebellen aus Marseille an und steuerten auf die Durance zu, um nach Lyon zu marschieren, wo man sich ebenfalls im Aufstand gegen die Pariser Staatsgewalt befand. Man hoffte, den Nationalkonvent zerschlagen zu können und der Revolution somit ein Ende zu setzen.
Als Neffe von Agricol Moureau (1766–1842), einem avignonesischen Jakobiner, Redakteur des Courrier d’Avignon und Verwalter des neu geschaffenen Départements Vaucluse, wurde Viala Kommandant der „Espérance de la Patrie“ (Hoffnung des Vaterlandes), die Nationalgarde der jungen Avignonesen.
Als Anfang Juli 1793 die Nachricht eintraf, dass sich die Aufständischen aus Marseille näherten, versammelten sich die Republikaner, hauptsächlich die aus Avignon, um diese an der Überquerung der Durance zu hindern. Viala schloss sich den avignonesischen Nationalgardisten an. In Unterzahl bestand die einzige Lösung darin, die Seile der Fähre von Bonpas – unter Beschuss der Aufständischen – durchzuschneiden. Dazu musste eine offene Uferstraße überquert werden, auf der man den Musketen der Rebellen ausgesetzt war und hinter der sich die Republikaner nun verschanzten. Die Republikaner zögerten, da sie die Operation als zu gefahrvoll einschätzten.
Nach überlieferten Berichten soll sich der zwölfjährige Viala eine Axt genommen und allein auf das Hauptseil der Fähre gestürzt haben, das er mit mehreren Hieben attackierte. Sofort wurden mehrere Musketenschüsse auf ihn abgefeuert. Viala wurde von einer Kugel getroffen und tödlich verwundet.
Der Einsatz von Viala konnte die Überfahrt der Aufständischen nicht verhindern. Dennoch ermöglichte er den Rückzug der Republikaner, die den Leichnam des Jungen zurücklassen mussten. Einer seiner Kameraden, der seine letzten Parolen gehört haben soll, versuchte diesen zurückzubringen, musste aber vor den vorrückenden Royalisten zurückweichen. Diese verstümmelten angeblich den Leichnam und schleuderten ihn in den Fluss. Als Lehre aus dem Tod ihres Sohnes soll Vialas Mutter gesagt haben: „Ja […], er starb für das Vaterland!“

## Rezeption

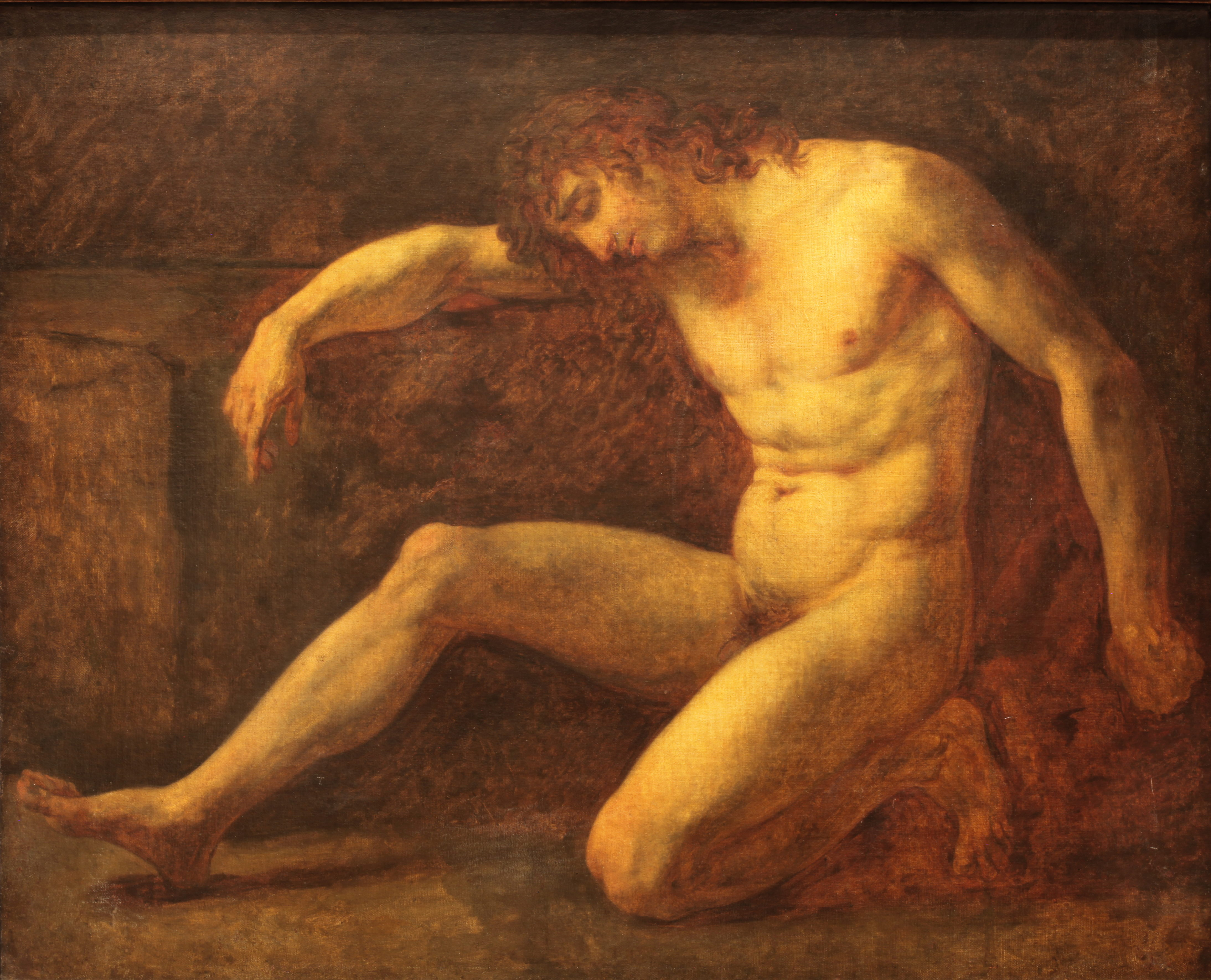
Tod des Viala, von Pierre Paul Prud’hon.

Viala ist, zusammen mit Bara, eine der bekanntesten jungen Heldenfiguren der Französischen Revolution, die allerdings leicht verspätet auftritt. De facto erwähnte die jakobinische Presse ihn nicht vor Pluviôse II. Es war vor allem die von Robespierre am 7. Mai 1794 (18. Floréal) vor dem Nationalkonvent gehaltene Rede, die zu seiner Bekanntheit beitrug. Im Prairial veröffentlichte Claude-François de Payan ein Précis historique sur Agricol Viala, was zur Popularisierung Vialas beitrug. Die Uraufführung des von Louis Emmanuel Jadin (1768–1853) komponierte patriotischen Opernaktes Agricol Viala, ou Le jeune héros de la Durance fand am 1. Juli 1794 (13 Messidor An II) im Théâtre des Amis de la Patrie in Paris statt. Auf Wunsch von Bertrand Barère stimmte die Versammlung für eine Ehrung im Panthéon, die jedoch niemals verwirklicht wurde. Ursprünglich sollte die dafür vorgesehene Zeremonie am 18. Juli (30. Messidor) stattfinden. Man verlegte sie jedoch auf den 28. Juli (10. Thermidor) des Jahres II, einen Tag nach dem Sturz von Robespierre. In Avignon wurde für den 30. Messidor ein Bürgerfest „im Andenken an Bara und Viala“ organisiert.
Der Graveur Pierre-Michel Alix (1762–1817) erstellte ein Büstenporträt von Viala.
In der alten Nationalhymne Le Chant du Départ von Marie-Joseph Chénier wird Viala zusammen mit einem weiteren "Kindermärtyrer" der Revolution, Joseph Bara, mit einer Strophe gewürdigt, die von einer Kinderstimme gesungen wird:
De Barra, de Viala le sort nous fait envie ;

Ils sont morts, mais ils ont vaincu.

Le lâche accablé d’ans n’a point connu la vie :

Qui meurt pour le peuple a vécu.

Vous êtes vaillants, nous le sommes :

Guidez-nous contre les tyrans ;

Les républicains sont des hommes,

Les esclaves sont des enfants.
Das Schicksal Barras und Vialas macht uns neidisch,

Sie sind gestorben und haben doch obsiegt.

Der von seinen Jahren geplagte Feigling hat das Leben überhaupt nicht kennengelernt,

Aber wer für das Volk stirbt, der hat wirklich gelebt.

Ihr seid tapfer, doch wir sind es auch:

Führt uns gegen die Tyrannen

Die Republikaner sind Männer

Doch die Sklaven sind Kinder.
Er gehört zu den 660 Persönlichkeiten, deren Name unter dem Arc de Triomphe eingraviert ist und erscheint in der 18. Spalte.
Im Rahmen des Gedenkstreits zwischen den Republikanern und ihren Gegnern behaupteten örtliche Gelehrte, die der Revolution feindlich gegenüberstanden, dass Viala die Aufständischen durch unhöfliche Gesten provoziert haben soll. Es scheint, als wollte man damit vor allem auf seinen Onkel, den l’homme rouge, abzielen.
1822 erschuf der Bildhauer Antoine Allier ein lebensgroßes Denkmal aus Bronze, das Joseph Agricol Viala nackt und sich zurücklehnend darstellt. Seine rechte Seite stützt sich dabei auf eine Axt, während der linke Arm sich an einer Stange mit einem Ring und einem Stück Seil klammert. Nach einer Schenkung des Louvre an das Museum der Stadt wurde es im Juni 1993 auf dem place Gustave-Charpentier in der Vorstadt von Boulogne-sur-Mer aufgestellt.
In der Dritten Französischen Republik trugen Geschichtsschreibung und Schulliteratur zur Rückbesinnung auf die Personen Vialas und Baras bei.
Im 15. Arrondissement von Paris wurde eine Straße nach ihm benannt.

### Weiterführende Literatur
- Albert des Étangs: Études sur la mort volontaire. Du suicide politique en France depuis 1789 jusqu’à nos jours. Librairie Victor Masson, Paris 1860.
- A. de Ray: Réimpression de l’ancien moniteur, seule histoire authentique et inaltérée de la Révolution française depuis la réunion des États généraux jusqu’au Consulat. Band 21. Henri Plon, Paris 1861, S. 186–187.
- Victorin Laval: Joseph-Agricol Viala: sa naissance, sa mort, sa glorification, d’après des documents contemporains. Seguin, 1903.